# 多腺小叶蔷薇
多腺小叶蔷薇（学名：Rosa willmottiae var. glandulifera）为蔷薇科蔷薇属下的一个变种。

## 扩展阅读
- 維基物種上的相關：多腺小叶蔷薇